# Slettfjellnutane
Die Slettfjellnutane (norwegisch für Flachberggipfel) sind zwei kleine Berggipfel im ostantarktischen Königin-Maud-Land. Im Ahlmannryggen ragen sie 3 km nördlich des Slettfjell auf.
Norwegische Kartographen, die sie in Anlehnung an den benachbarten Berg benannten, kartierten sie anhand von Vermessungen und Luftaufnahmen der Norwegisch-Britisch-Schwedischen Antarktisexpedition (1949–1952).